# Xenofont d'Efes
Xenofont d'Efes, en llatí Xenophon, en grec antic Ξενοφῶν, fou un escriptor grec nadiu d'Efes. Fou l'autor d'una novel·la coneguda per Efesiaca o "els amors d'Àntia i Abrocomes"(Ἐφεσιακὰ, τὰ κατὰ Ἀνθίαν καὶ Ἀβροκόμην). Està escrita en estil simple i la historia conduïda sense confusió tot i el gran nombre de personatges introduïts i de tractar-se d'una història força improbable. L'esmenta únicament Suides i la seva època és incerta i se suposa que fou del temps dels Antonins. El manuscrit original de l'Efesiaca es conserva al Monestir de Monte Cassino i la seva primera publicació fou el 1726 a Londres.
Després de Suides, el primer que va parlar de l'Efesíaca de Xenofont va ser Angelo Poliziano al segle xv, però, tot i que va citar un passatge de l'obra, diversos erudits del segle xvii van posar en dubte l'existència de l'original, fins i tot després que se n'hagués publicat una traducció italiana el 1723 i s'hagués imprès també el text grec.